# جون راسيل (سياسي أمريكي، مواليد 1772)
جون راسيل (بالإنجليزية: John Russell)‏ هو سياسي أمريكي، ولد في 7 سبتمبر 1772 في برانفورد ‏ في الولايات المتحدة، وتوفي في 2 أغسطس 1842 في كوبرستاون في الولايات المتحدة. انتخب عضو مجلس النواب الأمريكي.